# Tournoi de tennis de Saint-Sébastien
Le tournoi de tennis de Saint-Sébastien est un tournoi de tennis féminin du circuit professionnel WTA qui se joue sur terre battue en extérieur.
Il est initialement créé en 2025' pour rejoindre les tournois classés en WTA 125.

## Palmarès

### Simple
| No | Date       | Nom et lieu du tournoi                               | Catégorie | Dotation  | Surface      | Vainqueure | Finaliste | Score |         |
| -- | ---------- | ---------------------------------------------------- | --------- | --------- | ------------ | ---------- | --------- | ----- | ------- |
| 1  | 08-09-2025 | Open Internacional De San Sebastian, Saint-Sébastien | WTA 125   | 115 000 $ | Terre (ext.) |            |           | NC    | Tableau |

### Double
| No | Date       | Nom et lieu du tournoi                              | Catégorie | Dotation  | Surface      | Vainqueures | Finalistes | Score |         |
| -- | ---------- | --------------------------------------------------- | --------- | --------- | ------------ | ----------- | ---------- | ----- | ------- |
| 1  | 08-09-2025 | Open Internacional De San Sebastian Saint-Sébastien | WTA 125   | 115 000 $ | Terre (ext.) |             |            | NC    | Tableau |